# Periergos kamadena
Periergos kamadena är en fjärilsart som beskrevs av Moore 1865. Periergos kamadena ingår i släktet Periergos och familjen tandspinnare. Inga underarter finns listade i Catalogue of Life.